# Уинхольц, Джерри
Джерри Элмер Уинхольц (англ. Jerry Elmer Winholtz; 5 августа 1874 — ?) — американский борец, бронзовый призёр летних Олимпийских игр 1904.
На Играх 1904 в Сент-Луисе Уинхольц соревновался в категориях до 65,8 кг и до 71,7 кг. В первом турнире он проиграл в одной восьмой финала. Во втором, он также проиграл в своей первой встрече в четвертьфинале будущему чемпиону Чарльзу Эриксену, но несмотря на это, он получил бронзовую медаль.